# BAFTA-galan 2011
BAFTA-galan 2011 var den 64:e upplagan av British Academy Film Awards som belönade insatser i filmer som visades i Storbritannien 2010 och hölls den 13 februari 2011 på Royal Opera House i London.

## Vinnare och nominerade
Vinnarna listas i fetstil.

### BAFTA Fellowship
- Christopher Lee

### Enastående insats för brittisk film
- Harry Potter-filmerna

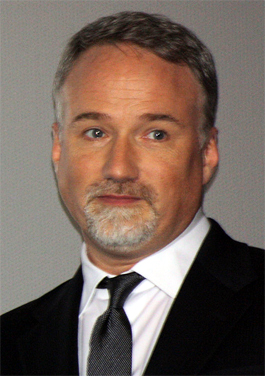
David Fincher
Bästa regi

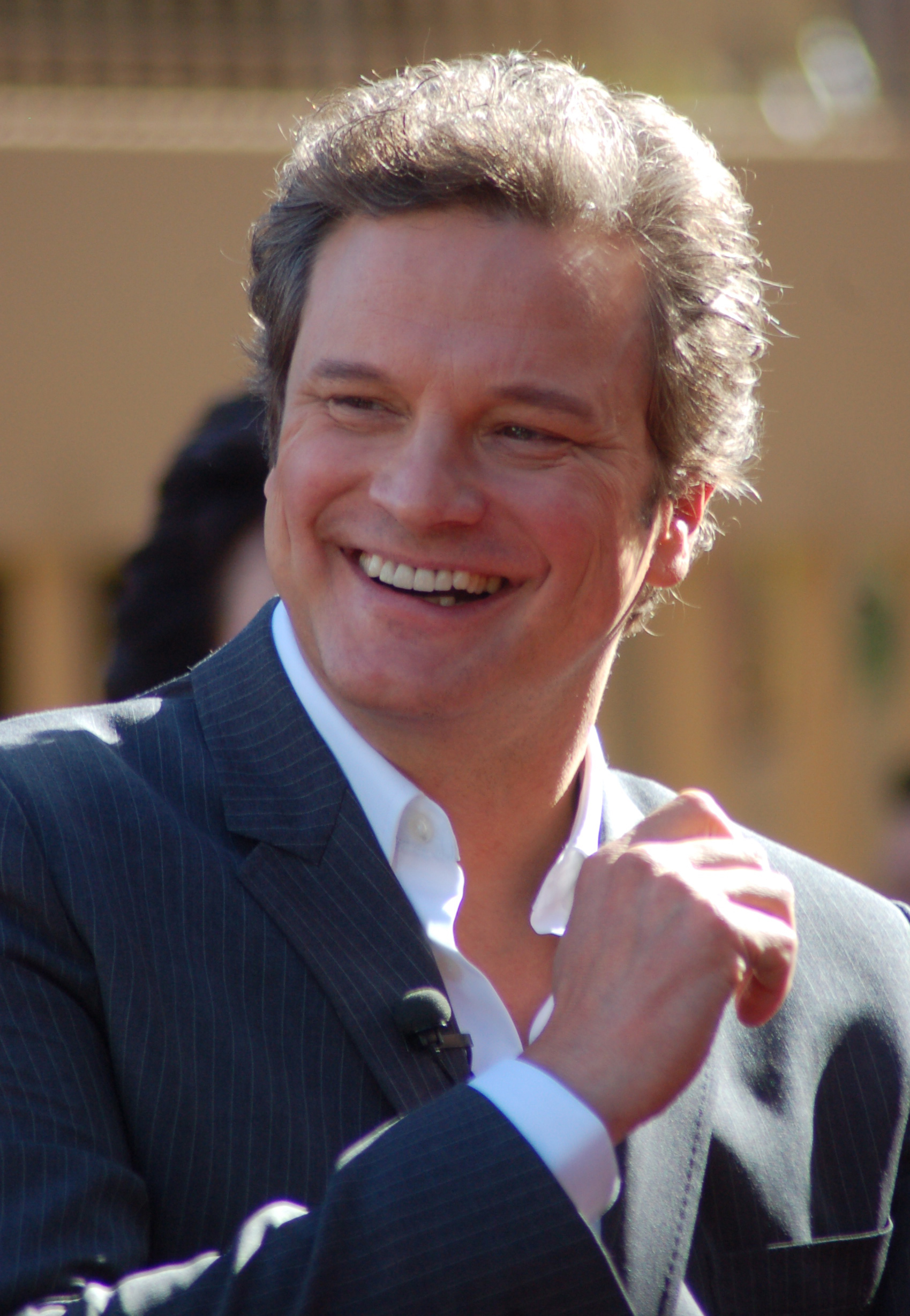
Colin Firth
Bästa manliga huvudroll

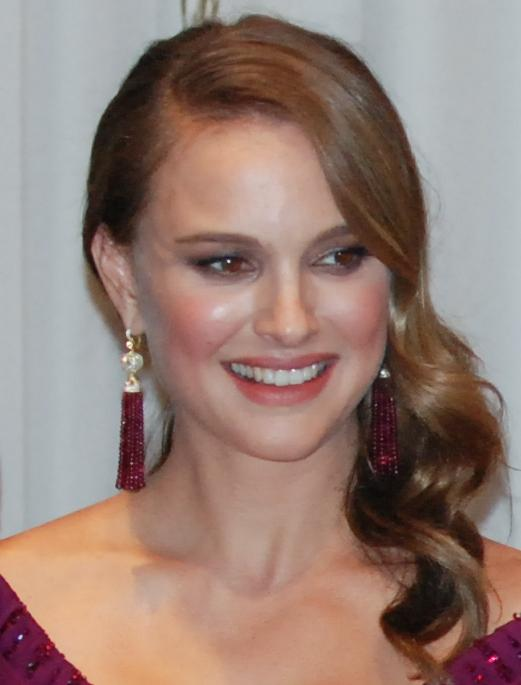
Natalie Portman
Bästa kvinnliga huvudroll

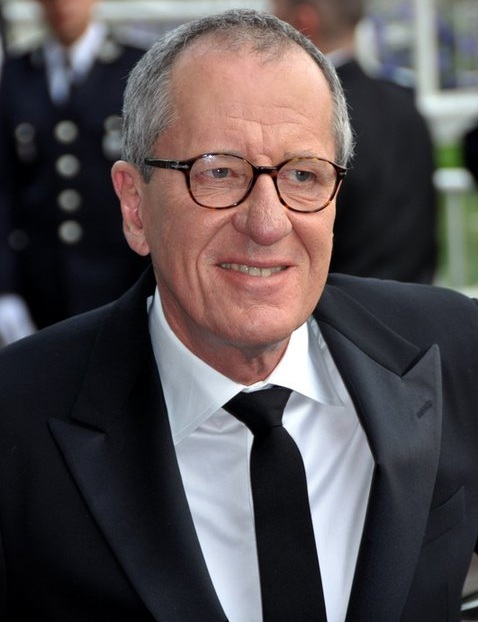
Geoffrey Rush
Bästa manliga biroll

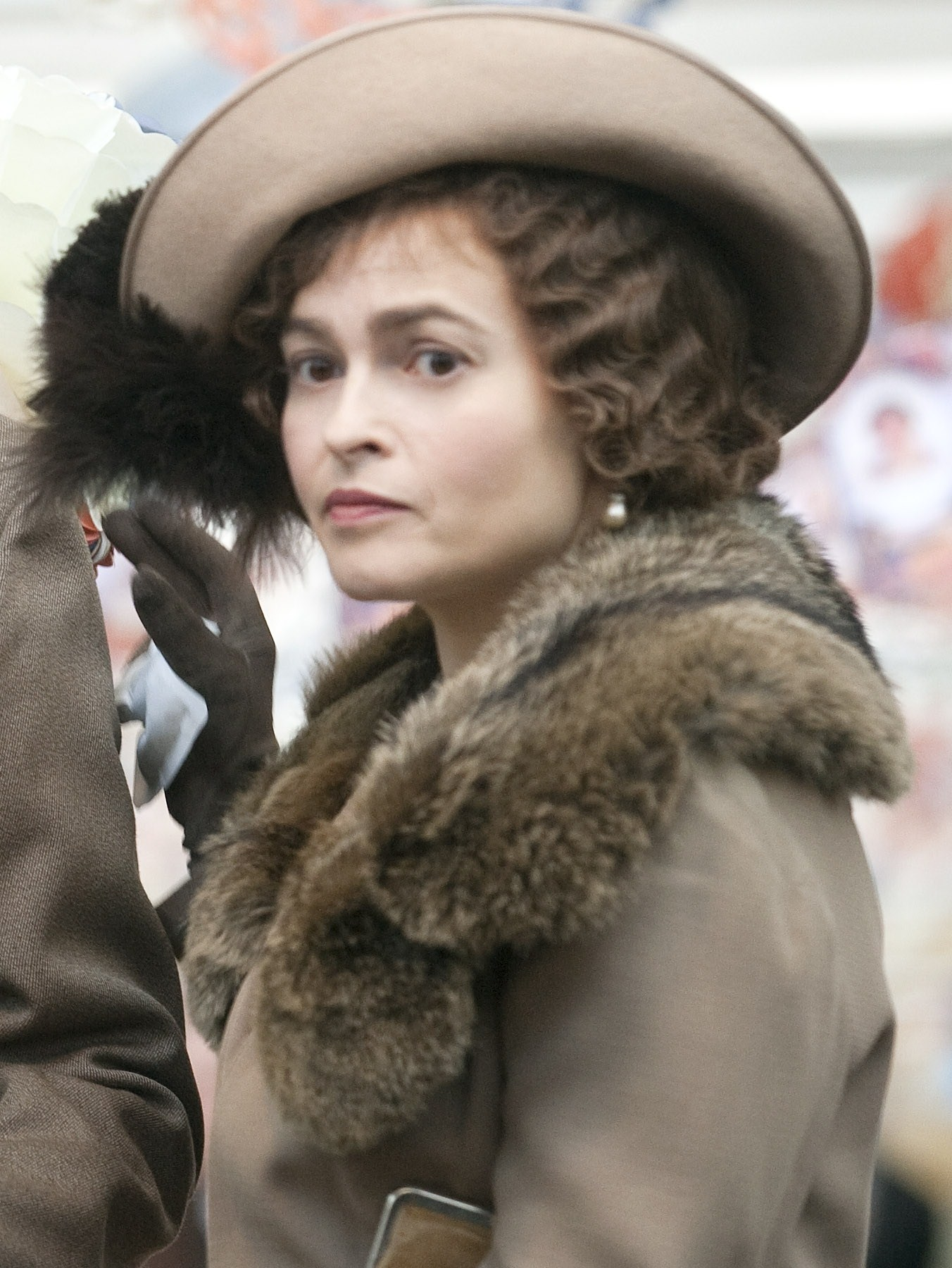
Helena Bonham Carter
Bästa kvinnliga biroll

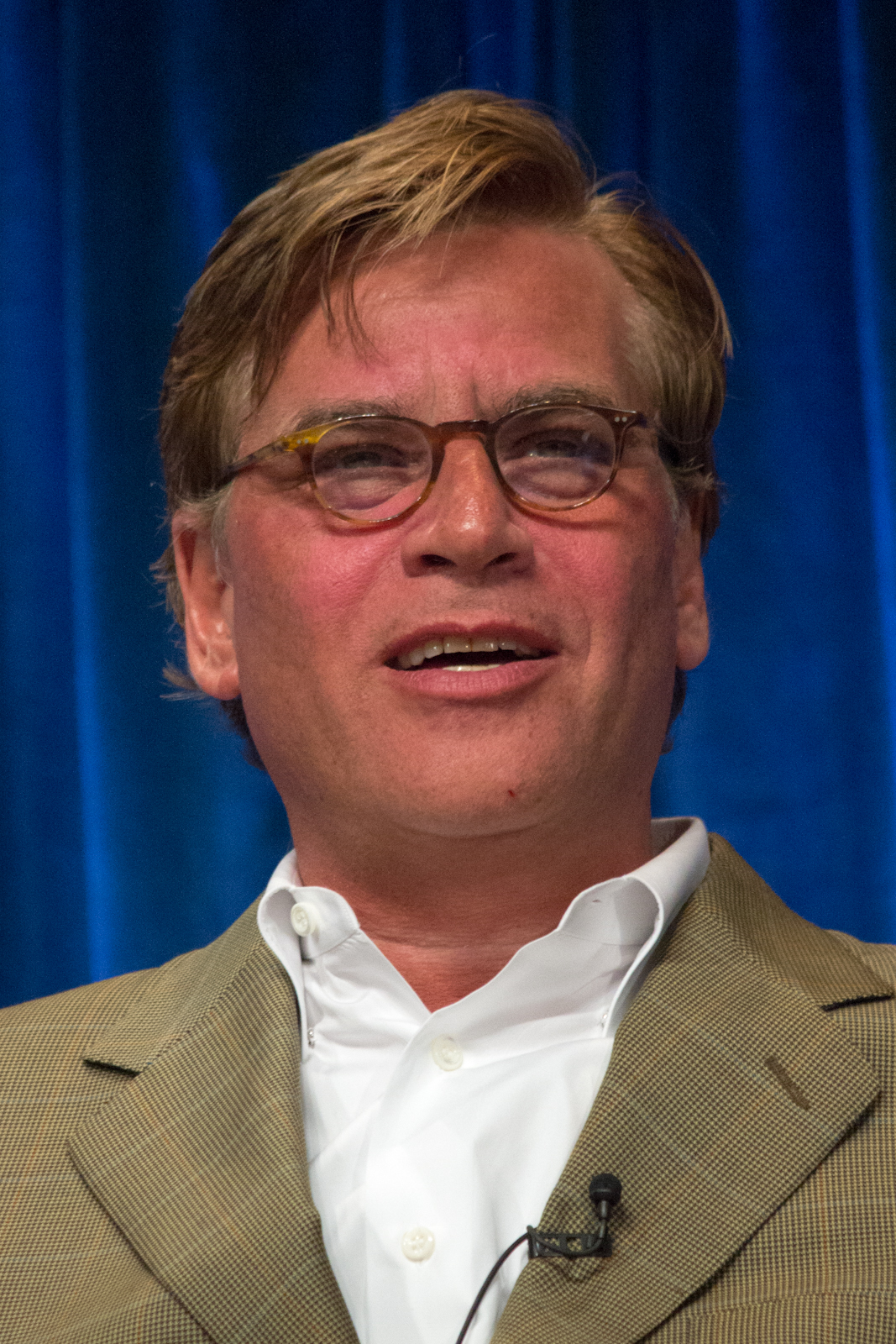
Aaron Sorkin
Bästa manus efter förlaga

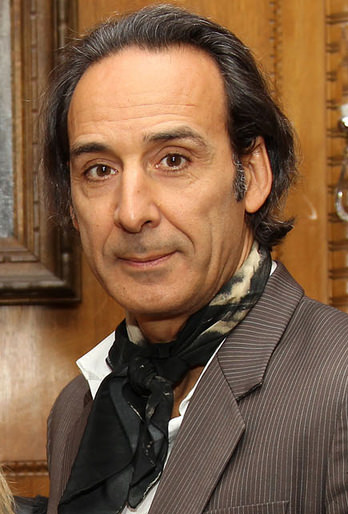
Alexandre Desplat
Bästa filmmusik

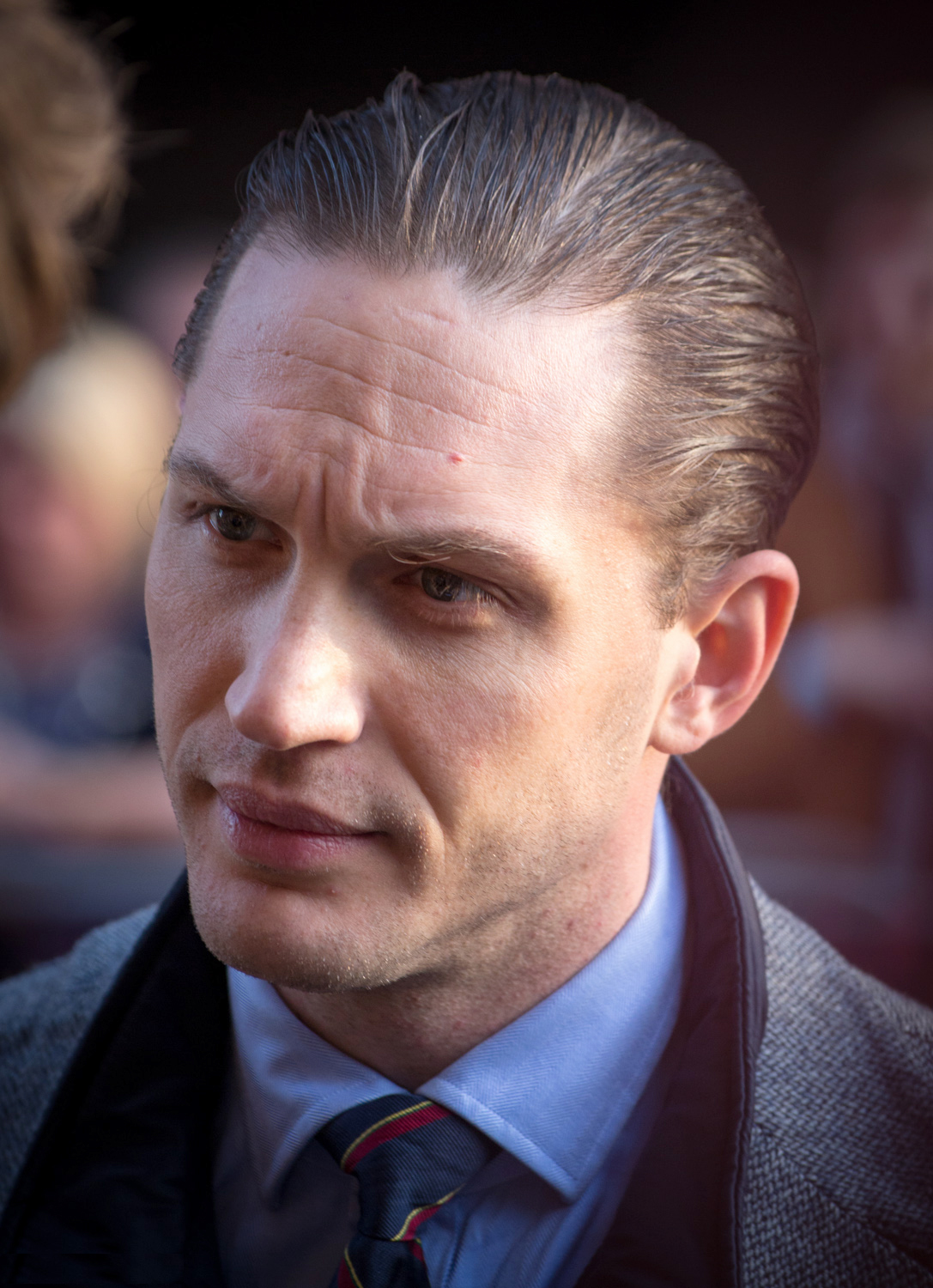
Tom Hardy
Rising Star Award

| Bästa film - The King's Speech – Iain Canning, Emile Sherman och Gareth Unwin - Black Swan – Mike Medavoy, Brian Oliver och Scott Franklin - Inception – Emma Thomas och Christopher Nolan - Social Network – Scott Rudin, Dana Brunetti, Michael De Luca och Ceán Chaffin - True Grit – Scott Rudin, Ethan Coen och Joel Coen | Bästa regi - David Fincher – Social Network - Darren Aronofsky – Black Swan - Danny Boyle – 127 timmar - Tom Hooper – The King's Speech - Christopher Nolan – Inception |
| Bästa manliga huvudroll - Colin Firth – The King's Speech - Javier Bardem – Biutiful - Jeff Bridges – True Grit - Jesse Eisenberg – Social Network - James Franco – 127 timmar | Bästa kvinnliga huvudroll - Natalie Portman – Black Swan - Annette Bening – The Kids Are All Right - Julianne Moore – The Kids Are All Right - Noomi Rapace – Män som hatar kvinnor - Hailee Steinfeld – True Grit |
| Bästa manliga biroll - Geoffrey Rush – The King's Speech - Christian Bale – The Fighter - Andrew Garfield – Social Network - Pete Postlethwaite – The Town - Mark Ruffalo – The Kids Are All Right | Bästa kvinnliga biroll - Helena Bonham Carter – The King's Speech - Amy Adams – The Fighter - Barbara Hershey – Black Swan - Lesley Manville – Medan åren går - Miranda Richardson – Flickorna i Dagenham |
| Bästa originalmanus - The King's Speech – David Seidler - Black Swan – Mark Heyman, Andres Heinz och John J. McLaughlin - The Fighter – Scott Silver, Paul Tamasy och Eric Johnson - Inception – Christopher Nolan - The Kids Are All Right – Lisa Cholodenko och Stuart Blumberg | Bästa manus efter förlaga - Social Network – Aaron Sorkin - 127 timmar – Danny Boyle och Simon Beaufoy - Män som hatar kvinnor – Rasmus Heisterberg och Nikolaj Arcel - Toy Story 3 – Michael Arndt - True Grit – Joel Coen och Ethan Coen |
| Bästa brittiska film - The King's Speech – Tom Hooper, David Seidler, Iain Canning, Emile Sherman och Gareth Unwin - 127 timmar – Danny Boyle, Simon Beaufoy, Christian Colson och John Smithson - Flickorna i Dagenham – Nigel Cole, William Ivory, Elizabeth Karlsen och Stephen Woolley - Four Lions – Christopher Morris, Jesse Armstrong, Sam Bain, Mark Herbert och Derrin Schlesinger - Medan åren går – Mike Leigh och Georgina Lowe | Bästa icke-engelskspråkiga film - Män som hatar kvinnor – Søren Stærmose och Niels Arden Oplev - Biutiful – Alejandro González Iñárritu, Jon Kilik och Fernando Bovaira - Gudar och människor – Xavier Beauvois, Pascal Caucheteux och Etienne Comar - Hemligheten i deras ögon – Mariela Besuievsky och Juan José Campanella - Kärlek på italienska – Luca Guadagnino, Francesco Melzi d'Eril, Marco Morabito och Massimiliano Violante |
| Bästa animerade film - Toy Story 3 – Lee Unkrich - Draktränaren – Chris Sanders och Dean DeBlois - Dumma mej – Chris Renaud och Pierre Coffin | Bästa debut av en brittisk manusförfattare, regissör eller producent - Four Lions – Christopher Morris - The Arbor – Clio Barnard och Tracy O'Riordan - Exit Through the Gift Shop – Banksy och Jaimie D'Cruz - Monsters – Gareth Edwards - Skeletons – Nick Whitfield |
| Bästa kortfilm - Until The River Runs Red – Paul Wright och Poss Kondeatis - Connect – Samuel Abrahams och Beau Gordon - Lin – Piers Thompson och Simon Hessel - Rite – Michael Pearce, Ross McKenzie och Paul Welsh - Turning – Karni Arieli, Saul Freed, Alison Sterling, Kat Armour-Brown | Bästa animerade kortfilm - The Eagleman Stag – Michael Please - Matter Fisher – David Prosser - Thursday – Matthias Hoegg |
| Bästa filmmusik - The King's Speech – Alexandre Desplat - 127 timmar – A.R. Rahman - Alice i Underlandet – Danny Elfman - Draktränaren – John Powell - Inception – Hans Zimmer | Bästa ljud - Inception – Richard King, Lora Hirschberg, Gary Rizzo och Ed Novick - 127 timmar – Glenn Freemantle, Ian Tapp, Richard Pryke, Steven C. Laneri och Douglas Cameron - Black Swan – Ken Ishii, Craig Henighan och Dominick Tavella - The King's Speech – John Midgley, Lee Walpole, Paul Hamblin och Martin Jensen - True Grit – Skip Lievsay, Craig Berkey, Greg Orloff, Peter F. Kurland och Douglas Axtell                 |
| Bästa produktionsdesign - Inception – Guy Hendrix Dyas, Larry Dias och Douglas A. Mowat - Alice i Underlandet – Robert Stromberg och Karen O'Hara - Black Swan – Thérèse DePrez och Tora Peterson - The King's Speech – Eve Stewart och Judy Farr - True Grit – Jess Gonchor och Nancy Haigh | Bästa foto - True Grit – Roger Deakins - 127 timmar – Anthony Dod Mantle och Enrique Chediak - Black Swan – Matthew Libatique - Inception – Wally Pfister - The King's Speech – Danny Cohen |
| Bästa smink och hår - Alice i Underlandet – Valli O'Reilly och Paul Gooch - Black Swan – Judy Chin och Geordie Sheffer - Flickorna i Dagenham – Elizabeth Yianni-Georgiou - Harry Potter och dödsrelikerna – Del 1 – Amanda Knight, Nick Dudman och Lisa Tomblin - The King's Speech – Frances Hannon | Bästa kostym - Alice i Underlandet – Colleen Atwood - Black Swan – Amy Westcott - Flickorna i Dagenham – Louise Stjernsward - The King's Speech – Jenny Beavan - True Grit – Mary Zophres |
| Bästa klippning - Social Network – Angus Wall och Kirk Baxter - 127 timmar – Jon Harris - Black Swan – Andrew Weisblum - Inception – Lee Smith - The King's Speech – Tariq Anwar | Bästa specialeffekter - Inception – Chris Corbould, Paul J. Franklin, Andrew Lockley och Pete Bebb - Alice i Underlandet – Ken Ralston, David Schaub, Sean Phillips och Carey Villegas - Black Swan – Dan Schrecker, Henrik Fett, Michael Capton och Brad Kalinoski - Harry Potter och dödsrelikerna – Del 1 – Tim Burke, John Richardson, Nicolas Aithadi och Christian Manz - Toy Story 3 – Guido Quaroni, Michael Fong och David Ryu  |
| Rising Star Award - Tom Hardy - Gemma Arterton - Andrew Garfield - Emma Stone - Aaron Taylor-Johnson | |

### Filmer med flera vinster
| Vinster | Film                |
| ------- | ------------------- |
| 7       | The King's Speech   |
| 3       | Inception           |
| 3       | Social Network      |
| 2       | Alice i Underlandet |

### Filmer med flera nomineringar
| Nomineringar | Film                                   |
| ------------ | -------------------------------------- |
| 14           | The King's Speech                      |
| 12           | Black Swan                             |
| 9            | Inception                              |
| 8            | 127 timmar                             |
| 8            | True Grit                              |
| 6            | Social Network                         |
| 5            | Alice i Underlandet                    |
| 4            | Flickorna i Dagenham                   |
| 4            | The Kids Are All Right                 |
| 3            | The Fighter                            |
| 3            | Män som hatar kvinnor                  |
| 3            | Toy Story 3                            |
| 2            | Biutiful                               |
| 2            | Draktränaren                           |
| 2            | Four Lions                             |
| 2            | Harry Potter och dödsrelikerna – Del 1 |
| 2            | Medan åren går                         |